# Pixantrone
Pixantrone (rINN; tên thương mại Pixuvri) là một loại thuốc chống ung thư thực nghiệm (chống ung thư), một chất tương tự của mitoxantrone với ít tác dụng độc hại hơn trên mô tim. Nó hoạt động như một chất độc và tác nhân xen kẽ topoisomerase II. Tên mã BBR 2778 đề cập đến pixantrone dimaleate, chất thực tế thường được sử dụng trong các thử nghiệm lâm sàng.

## Lịch sử
Anthracyclines là tác nhân hóa trị quan trọng. Tuy nhiên, việc sử dụng chúng có liên quan đến tổn thương tim không hồi phục và tích lũy. Các nhà điều tra đã cố gắng thiết kế các loại thuốc liên quan để duy trì hoạt động sinh học, nhưng không có độc tính trên tim của anthracycline. Pixantrone được phát triển để giảm tổn thương tim liên quan đến điều trị trong khi vẫn giữ được hiệu quả.
Sàng lọc ngẫu nhiên tại Viện Ung thư Quốc gia Hoa Kỳ về một số lượng lớn các hợp chất được cung cấp bởi Công ty Hóa chất Đồng minh đã dẫn đến việc phát hiện ra ametantrone có hoạt tính chống khối u đáng kể. Nghiên cứu sâu hơn về sự phát triển hợp lý của các chất tương tự ametantrone đã dẫn đến sự tổng hợp của mitoxantrone, cũng cho thấy hoạt động chống khối u rõ rệt  Mitoxantrone được coi là một chất tương tự của doxorubicin với độ phức tạp ít hơn về cấu trúc. Trong các nghiên cứu lâm sàng, mitoxantrone đã được chứng minh là có hiệu quả chống lại nhiều loại khối u với tác dụng phụ ít độc hơn so với những kết quả từ liệu pháp doxorubicin. Tuy nhiên, mitoxantrone không hoàn toàn không gây độc cho tim. Một số chất tương tự biến đổi cấu trúc của mitoxantrone đã được tổng hợp và nghiên cứu mối quan hệ hoạt động cấu trúc được thực hiện. BBR 2778 ban đầu được tổng hợp bởi các nhà nghiên cứu của Đại học Vermont Miles P. Hacker và Paul A. Krapcho  và ban đầu đặc trưng trong ống nghiệm cho độc tế bào khối u và cơ chế hoạt động của các nghiên cứu tại Trung tâm nghiên cứu Boehringer Mannheim Italia, Monza và Đại học Vermont, Burlington. Các nghiên cứu khác đã được hoàn thành tại Trung tâm Ung thư MD Anderson của Đại học Texas, Houston, Istituto Nazionale Tumori, Milan và Đại học Padua. Trong quá trình tìm kiếm các dị thể mới của anthracenediones, nó đã được chọn là hợp chất hứa hẹn nhất. Các nghiên cứu về độc tính chỉ ra rằng BBR 2778 không gây độc cho tim và bằng sáng chế của Hoa Kỳ được tổ chức bởi Đại học Vermont. Một ứng dụng bằng sáng chế bổ sung của Hoa Kỳ đã được hoàn thành vào tháng 6 năm 1995 bởi Boehringer Mannheim, Ý.
Novuspharma, một công ty của Ý, được thành lập vào năm 1998 sau khi sáp nhập Boehringer Mannheim và Hoffmann-La Roche, và BBR 2778 được phát triển thành thuốc chống ung thư hàng đầu của Novuspharma, pixantrone. Đơn xin cấp bằng sáng chế cho chế phẩm tiêm được nộp vào tháng 5 năm 2003.
Năm 2003, Cell Therapeutics, một công ty công nghệ sinh học ở Seattle, đã mua lại pixantrone thông qua việc sáp nhập với Novuspharma.

## Các thử nghiệm lâm sàng
Pixantrone là một chất đang được nghiên cứu trong điều trị ung thư. Nó thuộc họ thuốc gọi là kháng sinh chống ung thư. thử nghiệm lâm sàng giai đoạn III của pixantrone đã được hoàn thành. Pixantrone đang được nghiên cứu như một chất chống ung thư cho các loại ung thư khác nhau, bao gồm các khối u rắn và các khối u ác tính về huyết học như u lympho không Hodgkin.
Các nghiên cứu trên động vật đã chứng minh rằng pixantrone không làm tổn thương cơ tim trước đó, cho thấy pixantrone có thể hữu ích ở những bệnh nhân được điều trị bằng anthracycline. Mặc dù chỉ có những thay đổi về tim tối thiểu được quan sát thấy ở những con chuột được lặp lại chu kỳ pixantrone, nhưng 2 chu kỳ anthracycline truyền thống doxorubicin hoặc mitoxantrone dẫn đến thoái hóa cơ tim rõ rệt hoặc nghiêm trọng.
Các thử nghiệm lâm sàng thay thế pixantrone cho doxorubicin trong điều trị đầu tiên ở bệnh nhân ung thư hạch không Hodgkin tích cực, đã giảm tác dụng phụ nghiêm trọng khi so sánh với bệnh nhân được điều trị bằng liệu pháp dựa trên doxorubicin tiêu chuẩn. Mặc dù bệnh nhân pixantrone nhận được nhiều chu kỳ điều trị hơn, giảm ba lần tỷ lệ tổn thương tim nghiêm trọng cũng như giảm đáng kể về mặt lâm sàng trong nhiễm trùng và giảm tiểu cầu, và giảm đáng kể giảm bạch cầu do sốt. Những phát hiện này có thể có ý nghĩa lớn trong việc điều trị bệnh nhân ung thư vú, ung thư hạch và bệnh bạch cầu, trong đó có thể ngăn ngừa tổn thương tim do do doororicicin. Các lựa chọn điều trị trước đây cho u lympho không Hodgkin tái phát nhiều lần có tỷ lệ đáp ứng đáng thất vọng.
Thử nghiệm RAPID giai đoạn II đã hoàn thành so sánh chế độ CHOP-R của Cyclophosphamide, Doxorubicin, Vincristine, Prednisone và Rituximab với cùng chế độ, nhưng thay thế Doxorubicin bằng Pixantrone. Mục tiêu là cho thấy Pixantrone không thua kém Doxorubicin và ít gây độc cho tim.
Pixantrone đã được chứng minh là có khả năng làm giảm độc tính trên tim và chứng minh hoạt động lâm sàng đầy hứa hẹn trong các nghiên cứu pha II này ở những bệnh nhân ung thư hạch không Hodgkin được điều trị trước.
Thử nghiệm lâm sàng ngẫu nhiên giai đoạn III EXTEND (PIX602) đã nghiên cứu pixantrone để xem nó hoạt động tốt như thế nào so với các thuốc hóa trị khác trong điều trị bệnh nhân bị ung thư hạch không Hodgkin tái phát. Tỷ lệ đáp ứng hoàn toàn ở những bệnh nhân được điều trị bằng pixantrone cao hơn đáng kể so với những bệnh nhân sử dụng các thuốc hóa trị liệu khác để điều trị ung thư hạch không Hodgkin tái phát / khó chữa.

## Sử dụng
Nó có thể được sử dụng thông qua một tĩnh mạch ngoại vi chứ không phải là một ống thông cấy ghép trung tâm theo yêu cầu cho các loại thuốc tương tự khác.

## Quy định phê duyệt

### Cục Quản lý Thực phẩm và Dược phẩm Hoa Kỳ
FDA đã cấp chỉ định theo dõi nhanh cho pixantrone ở những bệnh nhân trước đây đã được điều trị hai lần trở lên đối với NHL tích cực tái phát hoặc khó chữa. Nhà tài trợ nghiên cứu Cell Therapeutics tuyên bố rằng Pixantrone đạt được điểm cuối hiệu quả chính. Biên bản cuộc họp của Ủy ban Tư vấn về Thuốc gây ung thư ngày 22 tháng 3 năm 2010  cho thấy rằng điều này thực tế không đạt được có ý nghĩa thống kê và điều này kết hợp với những lo ngại lớn về an toàn dẫn đến kết luận rằng thử nghiệm không đủ để hỗ trợ phê duyệt. Vào tháng 4 năm 2010, FDA đã yêu cầu một thử nghiệm bổ sung.

### Cơ quan Y tế Châu Âu
Vào ngày 5 tháng 5 năm 2009, Pixantrone đã có mặt ở Châu Âu trên cơ sở được đặt tên là Bệnh nhân. Một chương trình bệnh nhân được nêu tên là một chương trình cung cấp thuốc sử dụng từ bi, theo đó các bác sĩ có thể cung cấp thuốc điều tra hợp pháp cho bệnh nhân đủ điều kiện. Theo chương trình bệnh nhân được nêu tên, thuốc điều tra có thể được sử dụng cho những bệnh nhân mắc các bệnh nghiêm trọng trước khi thuốc được Cơ quan Đánh giá Thuốc Châu Âu chấp thuận. Phân phối "Bệnh nhân được đặt tên" đề cập đến việc phân phối hoặc bán sản phẩm cho một chuyên gia chăm sóc sức khỏe cụ thể để điều trị cho từng bệnh nhân. Ở châu Âu, theo chương trình bệnh nhân được nêu tên, thuốc thường được mua nhất thông qua hệ thống y tế quốc gia. Vào năm 2012, pixantrone đã nhận được ủy quyền tiếp thị có điều kiện tại Liên minh Châu Âu với tư cách là liệu pháp đơn trị liệu để điều trị cho bệnh nhân trưởng thành với các khối u lympho tế bào B không tế bào đa nhân tái phát hoặc khó chữa.

## Nghiên cứu
Pixantrone mạnh như mitoxantrone trong các mô hình động vật của bệnh đa xơ cứng. Pixantrone có cơ chế hoạt động tương tự như mitoxantrone đối với chức năng tác động của tế bào lympho B và tế bào T trong viêm não dị ứng thực nghiệm nhưng với độc tính trên tim thấp hơn. Pixantrone ức chế sự tăng sinh tế bào lympho nhân và tế bào lympho đặc hiệu kháng nguyên, cũng như sản xuất IFN-gamma. Các thử nghiệm lâm sàng hiện đang diễn ra ở châu Âu.
Pixantrone cũng làm giảm mức độ nghiêm trọng của tự miễn thực nghiệm nhược cơ ở chuột Lewis, và trong các thí nghiệm tế bào khả năng tồn tại vitro chỉ ra rằng Pixantrone giảm đáng kể amyloid beta (A beta (1-42)) độc thần kinh, một cơ chế liên quan đến bệnh Alzheimer.